# ريتشارد كيتزبكلير
ريتشارد كيتزبكلير (بالألمانية: Richard Kitzbichler)‏ (12 يناير 1974 في النمسا - ) هو مدرب كرة قدم ولاعب كرة قدم نمساوي في مركز الوسط. شارك مع منتخب النمسا لكرة القدم. أما مع النوادي، فقد لعب مع أوستريا فيينا ونادي تيرول إنسبروك ونادي ريد بل سالزبورغ ونادي ملبورن فيكتوري ونادي هامبورغ وواكر انسبروك وSC Kundl ‏.

## وصلات خارجية
- ريتشارد كيتزبكلير على موقع الاتحاد الدولي (مؤرشف)  (الإنجليزية)
- ريتشارد كيتزبكلير على موقع إي إس بي إن إف سي (الإنجليزية)
- ريتشارد كيتزبكلير على موقع قاعدة بيانات كرة القدم.إي يو (الإنجليزية)
- ريتشارد كيتزبكلير على موقع ناشيونال فوتبول تيمز (الإنجليزية)
- ريتشارد كيتزبكلير على موقع Soccerway.com (الإنجليزية)
- ريتشارد كيتزبكلير على موقع عالم كرة القدم.نت (الإنجليزية)